# 몽가르현

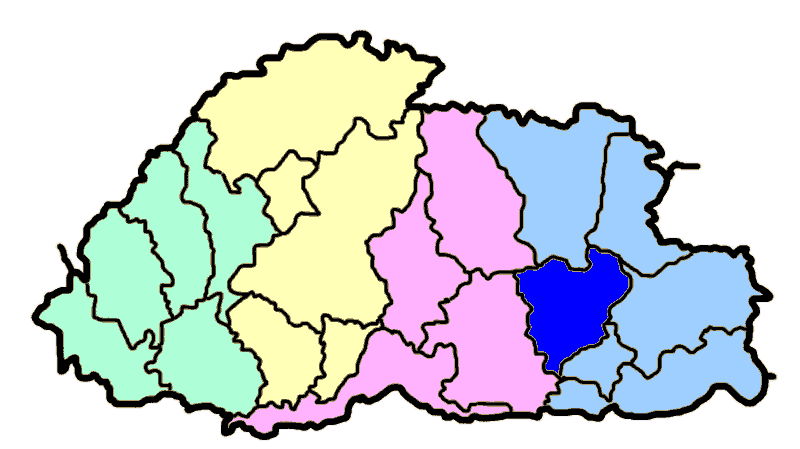
몽가르 현의 위치

몽가르현(종카어: མོང་སྒར་རྫོང་ཁག་)은 부탄을 구성하는 20개 현(종카그) 가운데 하나로, 부탄 동부에 위치한다. 현청 소재지는 몽가르이며 면적은 1,638km2, 인구는 37,069명(2005년 기준)이다. 17개 게워그(발람, 차스카르, 찰리, 드라메체, 드레풍, 공두에, 주르메이, 켕카르, 몽가르, 나랑, 나창, 살렝, 셰리뭉, 실람비, 탕롱, 차칼링, 차망)를 관할한다.

## 같이 보기
- 종카그